# Сабійці

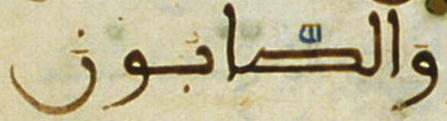
«…і сабійці», Коран 5:69

Сабійці, іноді також написані як сабеї або сабійці, — таємнича релігійна група, яка тричі згадується в Корані (як الصابئون al-Ṣābiʾūn, у пізніших джерелах الصابئة al-Ṣābiʾa), де мається на увазі, що вони належали до «людей Писання» (ahl al-kitāb). Їх оригінальна ідентичність, яка, здається, була забута в ранні часи, була названа «невирішеною проблемою Корану». Сучасні вчені по-різному ідентифікували їх як мандеїв, маніхейців, сабейців, ельхасаїтів, архонтів, ḥunafāʾ (або як тип гностиків, або як «сектантів»), або як прихильники астральної релігії Харрана. Деякі вчені вважають, що неможливо з певним ступенем достовірності встановити їх оригінальну ідентичність.
Принаймні з ІХ сторіччя коранічний епітет «сабійський» використовувався різними релігійними групами, які прагнули визнання мусульманською владою як народу Книги, який заслуговує правового захисту (dhimma). Серед них сабійці з Харрану, прихильники погано зрозумілої язичницької релігії, центром якої було місто Харран у верхній частині Месопотамії, яких сирійські християнські єресіографи описували як поклонників зірок. Ці харанські сабії практикували стару семітську форму політеїзму, поєднану зі значною кількістю елліністичних елементів. Більшість історичних діячів, відомих у ІХ-ХІ століттях як al-Ṣābiʼ ймовірно, були або членами цієї харранської релігії, або нащадками таких членів, особливо харранські астрономи та математики Сабіт ібн Курра (помер 901) та аль-Баттані (помер 929).
З початку Х століття термін «сабійці» застосовувався до ймовірних «язичників» усіх видів, наприклад, до стародавніх єгиптян і греків або до буддистів. Ібн Вахшія (помер прибл. 930) використовував цей термін для типу месопотамського язичництва, яке зберегло елементи стародавньої ассиро-вавилонської релігії.
Сьогодні в Іраку та Ірані назва «сабії» зазвичай застосовується до мандеїв, сучасної етно-релігійної групи, яка дотримується вчень свого пророка Івана Хрестителя (Ях'я ібн Закарія). Ці мандейські сабійці, найважливішою релігійною церемонією яких є хрещення, є монотеїстами, а їхня священна книга відома як Ґінза Рабба.:1 Мандейські сабські пророки включають Адама, Сета, Ноя, Сима та Івана Хрестителя, причому Адам був засновником релігії, а Іван був найбільшим і останнім пророком.:45

## Етимологія
Етимологія арабського слова Ṣābiʾ спірна. Згідно з одним тлумаченням, це дієприкметник арабського кореня ṣ — b — ʾ («звертатися до»), що означає «навертає». Інша широко цитована гіпотеза, вперше запропонована Даніелем Чволсоном у 1856 році, полягає в тому, що вона походить від арамейського кореня, що означає «занурювати» або «хрестити».
Тлумачення як «навернені» цитувалося різними середньовічними арабськими лексикографами та філологами і підтверджується традицією, збереженою Ібн Хішамом (помер у 834 р., редактором найдавнішої біографії Мухаммеда, що збереглася), яка розповідає, що термін ṣābiʾa застосовувався до Мухаммеда та ранніх мусульман деякими з їхніх ворогів (можливо, євреями), які вважали їх такими, що «відвернулися» від правильної релігії та стали бік єресі. Таким чином, цей термін, можливо, був повторно використаний ранніми мусульманами, спочатку як самоназва, а потім для позначення інших людей із єврейського християнського походження, які «звернулися» до нових одкровень, запропонованих Мухаммедом. У контексті уривків Корану, в яких зустрічається цей термін, він може стосуватися всіх людей, які залишають свою віру, знаходячи в них недоліки, але яким ще належить прийти до ісламу. У цьому сенсі термін ṣābiʾ був би подібним за значенням до терміну ḥanīf.
Розуміння цього терміну як посилання на «ковпачів» або «хрестителів» найкраще відповідає тим тлумаченням, які ототожнюють коранічних сабіїв із баптистськими сектами, такими як ельхасаїти чи мандеї. Однак ця етимологія також була використана для пояснення розповіді Ібн Хішама про те, що Мухаммеда та його послідовників називали «сабійцями», що тоді було б посиланням на ритуальне обмивання, яке виконують мусульмани перед молитвою, практику, схожу на практику різних баптистських сект.
Також були запропоновані інші етимології. За словами Джуди Сігала, цей термін стосувався Ṣōbā, сирійської назви міста Нісібіс у Верхній Месопотамії. Воно також було пов'язане з єврейським ṣābā ', «[небесне] воїнство», що означає поклонників зірок.

## Сабії Корану

### В Корані

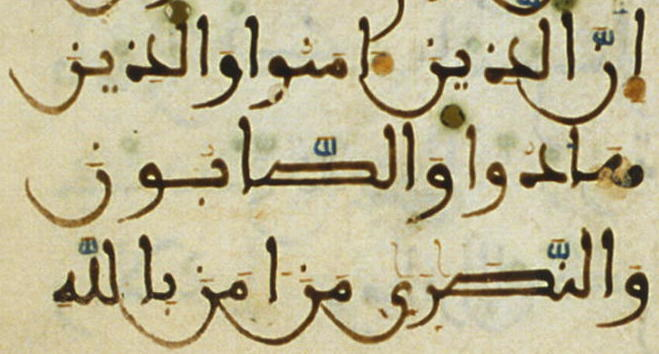
Перша частина Корану 5:69, магрибський рукопис, c. 1250–1350

Коран коротко згадує сабіїв у трьох місцях: у Sūrat al-Baqara (2:62), у Sūrat al-Māʾida (5:69) і в Sūrat al-Ḥajj (22:17).
«Воістину, ті, які увірували, і юдеї, і християни, і сабіняни, хто вірує в Аллаха та в Останній день і творить добро, — вони отримають свою нагороду від Господа свого, і немає для них страху, і не будуть вони сумувати». 
| " | 2 Аль-Джумуа 62 (Якубович) | " |

«Воістину, ті, які увірували, і юдеї, і сабіянці, і християни, хто вірує в Аллаха та в останній день і творить добро, — вони не будуть боятися і не будуть сумувати». 
| " | 5 Аль-Хакка 69 (Якубович) | " |

«Воістину, ті, хто вірує, і євреї, і сабійці, і християни, і маги, і ті, хто сполучає (інших з Аллахом) — воістину, Аллах вирішить між ними в день воскресіння; воістину, Аллах у всьому свідок».
| " | 22 Аль-Ісра 17 (Якубович) | " |

Перші два вірші зазвичай тлумачать так, що савійці належали до людей Писання (ahl al-kitāb, пор. 5:68), так само, як євреї, християни та — лише згідно з деякими тлумаченнями — зороастрійці («маги», al-majūs). Однак жоден із трьох віршів не дає жодних вказівок на те, ким могли бути сабійці або у що вони вірили. За словами Франсуа де Блуа, той факт, що вони класифікуються в Корані як авраамічні монотеїсти, робить малоймовірним те, що вони були або політеїстами Харрану, або мандеями, останні з яких визначали себе як опозицію до авраамічної пророчої традиції.

### У пізніших джерелах

#### Ісламські
У деяких сунітських хадисах вони описуються як звернені в іслам.
На початку мусульманського завоювання Месопотамії лідер мандеїв Ануш бар Данка з'явився перед мусульманською владою, показавши їм примірник Гіндза Рабба, священної книги мандеїв, і проголосивши головним пророком мандеїв Іоанна Хрестителя, який також згадується в Корані під ім'ям Ях'я ібн Закарія. Таким чином, мусульманські халіфати визнали їх як коранічних сабіїв і людей Писання.:5
Інші класичні арабські джерела включають Фіхриста ібн аль-Надіма (бл. 987 р.), який згадує Могтасилах («Мугтасила», або «самоомиваючихся»), секту сабіїв у південній Месопотамії, яких ототожнюють з мандеями або ельсесаїтами.:35
Аль-Біруні (на початку ХІ століття нашої ери) сказав, що «Справжні савійці» були «залишками єврейських племен, які залишилися у Вавилонії, коли інші племена залишили її до Єрусалиму за днів Кіра та Артаксеркса. За даними Е. С. Дроуера (1937), ці інші племена … прийняв систему, змішану з магізму та іудаїзму».
За словами Абу Юсуфа Абша аль-Каді, багдадський халіф аль-Мамун у 830 р. н. е. стояв зі своєю армією біля воріт Харрана і запитував харранців про те, до якої захищеної релігії вони належать. Оскільки вони не були ні мусульманами, ні християнами, ні євреями, ні магами, халіф сказав їм, що вони невіруючі. Він сказав, що їм доведеться стати мусульманами або прихильниками однієї з інших релігій, визнаних Кораном, до того часу, коли він повернеться з походу проти візантійців, інакше він їх уб'є. Харранці проконсультувалися з юристом, який запропонував їм знайти відповідь у Корані II.59, де говориться, що сабійців терпимо ставляться. Було невідомо, що означає священний текст «сабіян», тому вони взяли назву.
Язичники Харрана ототожнювали себе з сабіями, щоб підпасти під захист ісламу.:111–113:5 Можливо, харранці називали себе сабійцями, щоб зберегти свої релігійні переконання.:5 Кілька середньовічних джерел стверджують, що харранські сабійці визнавали Гермеса Трисмегіста своїм пророком. Підтвердження Гермеса як пророка походить від його ідентифікації як Ідріса (тобто Еноха) у Корані (19.57 і 21.85). Це часто спонукало сучасних вчених вважати харранських сабіїв герметистами, хоча насправді немає жодних суттєвих доказів цього.
Крім того, ця розповідь про харранських сабіїв не узгоджується з існуванням ранніх записів, які згадують сабіїв у Харрані. Усама ібн Айд, написавши до 770 р. н. е. (рік його смерті), вже згадував місто сабіїв у регіоні, де лежить Харран. Юрист Абу Ханіфа, який помер у 767 році нашої ери, як відомо, обговорював правовий статус харанських сабіїв з двома своїми учнями.

#### Інший

##### Маймонід
Єврейський вчений Маймонід (1125—1204) переклав книгу «Набатейське землеробство», яку він вважав точним описом вірувань сабіїв, які вірили в ідолопоклонницькі звичаї «та інші забобони, згадані в набатейському землеробстві». Він надав чимало подробиць про язичницьких сабіїв у своєму «Путівнику для спантеличених» (завершено 1186—1190).

##### Писання Бахаї
Сабійці також згадуються в літературі Бахаїзму. Ці посилання, як правило, короткі, описуючи дві групи сабіїв: тих, «які поклоняються ідолам в ім'я зірок, які вірили, що їхня релігія походить від Сета та Ідріса» (гарранські сабійці), та інших, «які вірили в сина Захарії (Івана Хрестителя) і не прийняв пришестя сина Марії (Ісуса Христа)» (мандеї). Абдул-Баха коротко описує Сета як одного із «синів Адама». Бахаулла в Скрижалі ототожнює Ідріса з Гермесом Трисмегістом. Однак він конкретно не називає Ідриса пророком сабіїв. Ця релігійна група, яку іноді називають сабейцями, згадується у Бахаїстів серед багатьох ранніх релігій попередніх розподілів. У Писанні Бахаїзму «Таємниці божественної цивілізації» Абдул-Баха сабійцям приписується, що вони, можливо, були джерелом внеску в деякі основи науки логіки.

### Сучасні вчені

#### Даніель Хвольсон
Відповідно до «Ссабісти та ссабізм» (1856) Даніеля Чвольсона, він розрізняє язичницьких псевдо-сабів з Гаррану та справжніх сабів, яких він ідентифікує як мандеїв з боліт Іраку. Халіф Мамун попросив язичників-харранців вибрати визнану релігію, стати мусульманами або померти. Згодом вони ототожнили себе з сабіями. Хвольсон також пов'язував елькесаїтів з мандеями та ессеями.

#### Ніколас Сіуффі
Сирійський християнин, а пізніше віцеконсул Франції в Мосулі Ніколас Сіуффі у своїх «Етюдах про релігію Суббас або Сабеїв, леурс догм, леурс моурів» (Париж: Imprimerie Nationale, 1880) стверджував, що ідентифікував 4000 Сабійці в мандейському населенні. Робота Сіуффі була добре сприйнята теософом Дж. Р. С. Мідом, але вчені розкритикували оцінки та дослідження.

#### Сер Остін Генрі Леярд
Лейярд згадує у своєму подорожньому щоденнику зустріч з «мандрівним майстром срібних справ», який був «сабеєм або християнином святого Івана [Хрестителя]». За його оцінками, у той час у Шуштарі та Басрі проживало від 300 до 400 сімей. Він також згадав, що сабійці (Лейярд пише як сабеї) перебувають під гнітом турецької та перської влади.

#### Вчені ХХ ст.
Ґевін Максвелл під час подорожі з дослідником Вілфредом Тезігером південними болотами Іраку записав у своєму щоденнику, що сабійці були «людьми Книги». Болотні араби називали їх «Суббі». У них була своя писемність і релігійні обряди. Він оцінив їх кількість як «можливо, десять тисяч». Вони одягалися на кшталт сунітів. Мешкали лише біля рухомих (а не стоячих) болотних водойм. У середині 1950-х років вони вважалися кваліфікованими майстрами в цьому районі, до яких інші зверталися для обробки металу. Робота, якою вони були в основному відомі за межами Іраку, була виробом зі срібла.

#### Вчені ХХІ століття
Якко Хямін-Антіла (2002, 2006) зазначає, що в болотистих районах Південного Іраку існувала безперервна традиція мандейської релігії, і що ще один язичницький, або «сабійський» центр ісламського світу десятого століття був зосереджений у Харрані. Ці язичницькі «сабійці» згадуються в набатейському корпусі Ібн Вахшії.

## Язичники-сабіяни
Серед різних релігійних груп, які в ІХ і Х століттях ототожнювали з сабіями, згаданими в Корані, принаймні дві групи були язичниками. Більше того, обидва, схоже, займалися певним поклонінням зіркам.

### Сабійці з Харрану
Безумовно, найвідомішими з цих двох є сабійці з Харрану, прихильники еллінізованої семітської язичницької релігії, якій вдалося вижити під час раннього ісламського періоду в місті Харран у Верхній Месопотамії. Сирійські християнські єресіографи описували їх як поклонників зірок. Більшість вчених і придворних, які працювали на династій Аббасидів і Буїдів у Багдаді протягом дев'ятого–одинадцятого століть і були відомі як «сабійці», були або членами цієї харранської релігії, або нащадками таких членів, особливо харранських астрономів і математиків Сабіта ібн. Курра (помер 901) і аль-Баттані (помер 929). Існують деякі припущення щодо того, чи могли ці сабійські родини в Багдаді, від яких опосередковано залежить більшість нашої інформації про харанських сабіїв, сповідували інший, більш філософськи натхненний варіант оригінальної релігії Харрану. Однак, крім того факту, що він містить сліди вавилонської та елліністичної релігії, і що важливе місце займали планети (яким приносили ритуальні жертви), мало що відомо про гарранський сабіанізм. Вчені по-різному описували їх як (нео) платоніків, герметиків або гностиків, але немає твердих доказів жодного з цих ототожнень.

### Сабійці Нижньої Месопотамії
Крім сабіїв з Харрану, на Месопотамських болотах також жили різні релігійні групи, які називалися «сабійцями боліт» (араб. Ṣābiʾat al-baṭāʾiḥ). Хоча цю назву часто розуміють як посилання на мандеїв, насправді в болотистих місцевостях Південного Іраку жила принаймні ще одна релігійна група. Ця група все ще дотримувалася язичницьких вірувань, пов'язаних з вавилонською релігією, в якій месопотамські боги вже вшановувалися у формі планет і зірок з давнини. Згідно з Ібн аль-Надімом, нашим єдиним джерелом для цієї конкретної групи, зарахованої до «сабійців боліт», вони «дотримуються доктрин стародавніх арамейців [ʿalā maḏāhib an-Nabaṭ al-qadīm] і шанують зірки». Однак існує також великий корпус текстів Ібн Вахшії (помер бл. 930 р.), найвідоміший з яких його «Набатейське сільське господарство», в якому докладно описуються звичаї та вірування — багато з яких сягають зразків Месопотамії — іракських сабіїв, що жили в Саваді.

## Сучасні сабійці

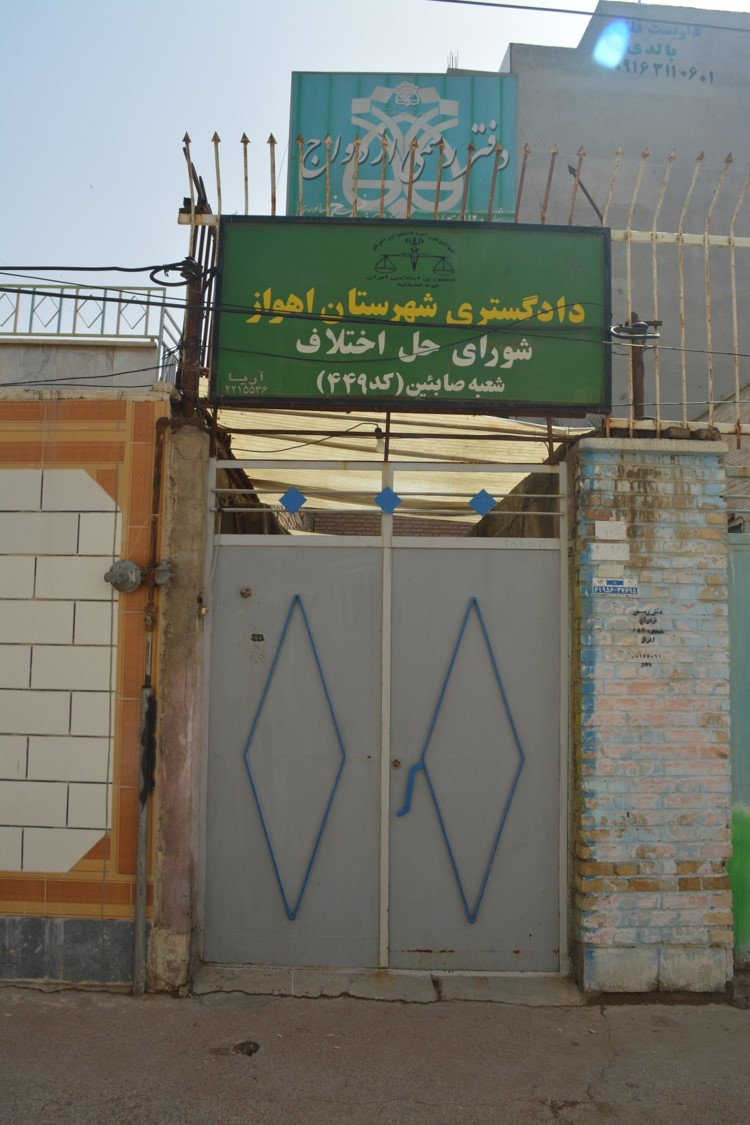
Мандейський сабіанський суд з розгляду сімейних спорів, Ахваз, Іран (2015)

Сьогодні в Іраку та Ірані сабії — це ті, хто дотримується вчень Івана Хрестителя. Вони мандейські сабійці. Через свою віру, пацифізм і відсутність племінних зв'язків вони були вразливі до насильства після вторгнення в Ірак у 2003 році, і у 2007 році налічувалося менш як 5000 осіб. До вторгнення найбільша концентрація мандеїв була в Амарі, Насірії та Басрі. Окрім цих південних регіонів та Ахвазу в Ірані, велика кількість мандейців була знайдена в Багдаді, що дало їм легкий доступ до річки Тигр. Сьогодні вони переважно живуть навколо Багдада, де проживає первосвященник, який проводить служби та хрещення. Деякі переїхали з Багдада до Курдистану, де безпечніше.